# Мохамед Ель-Шенаві
Мохамед Ель-Шенаві (араб. محمد الشناوى‎, нар. 18 грудня 1988, Кафр-еш-Шейх) — єгипетський футболіст, воротар клубу «Аль-Аглі».
Виступав, зокрема, за клуби «Аль-Аглі», «Ель-Ґеїш» та «Петроджет», а також національну збірну Єгипту.

## Клубна кар'єра
Народився 18 грудня 1988 року в місті Кафр-еш-Шейх. Вихованець футбольної школи клубу «Аль-Аглі». Дорослу футбольну кар'єру розпочав 2007 року в основній команді того ж клубу, в якій провів два сезони, але зіграв за цей час лише в одній грі чемпіонату, ставши таким чином чемпіоном сезону 2007/08.
У 2009 році в пошуках ігрової практики Мохамед перейшов в «Ель-Ґеїш». Відіграв за каїрську команду наступні три сезони своєї ігрової кар'єри, після чого на початку 2013 року був відданий в оренду в «Харас Ель Годуд».
Влітку 2013 року Мохамед підписав контракт з клубом «Петроджет», де три наступні сезони відіграв майже без замін. Влітку 2016 року Ель-Шенави повернувся в «Аль-Аглі», якому в першому ж сезоні допоміг виграти чемпіонат та завоювати Кубок Єгипту. У 2018 році Мохамед втретє у кар'єрі став чемпіоном країни. Станом на 1 червня 2018 року відіграв за каїрську команду 26 матчів в національному чемпіонаті.

## Виступи за збірні
2007 року залучався до складу молодіжної збірної Єгипту.
23 березня 2018 року дебютував в офіційних іграх у складі національної збірної Єгипту в товариському матчі проти збірної Португалії, а влітку того ж року поїхав з командою на чемпіонат світу 2018 року у Росії.
| Дата       | Місто   | Господарі  | Результат | Гості    | Турнір           | Голи | Примітки |
| ---------- | ------- | ---------- | --------- | -------- | ---------------- | ---- | -------- |
| 23-03-2018 | Цюрих   | Португалія | 2 – 1     | Єгипет   | товариський матч | -2   |          |
| 01-06-2018 | Бергамо | Єгипет     | 0 – 0     | Колумбія | товариський матч | -    | 46'      |
| Усього     |         | Матчів     | 2         |          | Голів            | -2   |          |

## Титули і досягнення
- Чемпіон Єгипту (6):

«Аль-Аглі»: 2015—2016, 2016—2017, 2017—2018, 2018—2019, 2019—2020, 2022—2023
- Володар Кубка Єгипту (3):

«Аль-Аглі»: 2017, 2020, 2022
- Володар Суперкубка Єгипту (4):

«Аль-Аглі»: 2017, 2017—2018, 2021—2022, 2023—2024
- Переможець Ліги чемпіонів КАФ (3):

«Аль-Аглі»: 2019–2020, 2020–2021, 2022–2023
- Володар Суперкубка КАФ (2):

«Аль-Аглі»: 2020, 2021
Збірні
- Срібний призер Кубка африканських націй: 2021